# F1 2001 (videojuego)
F1 2001 (también conocido como EA SPORTS F1 2001) es un videojuego de carreras basado en la temporada 2001 del Campeonato Mundial de Fórmula 1. Desarrollado por Image Space Incorporated para Microsoft Windows y EA UK para las versiones de PlayStation 2 y Xbox y distribuido por EA Sports para Microsoft Windows, PlayStation 2 y Xbox. Se planeó un port para GameCube, pero se canceló por razones desconocidas y finalmente se lanzó con cambios menores como F1 2002. También se canceló una versión de Game Boy Color durante el desarrollo.
La jugabilidad se centra en un nuevo modo de entrenamiento que permite a los jugadores mejorar sus habilidades y eventualmente desbloquear nuevos modos a medida que avanza el entrenamiento.
F1 2001 fue bien recibido por la crítica y recibió una nominación de GameSpot como Juego de conducción del año.

## Jugabilidad
El juego presenta 17 pistas y una selección de 22 pilotos que compitieron durante la temporada 2001. Los modos de juego presentan el formato de carrera rápida donde el jugador gana puntos para acceder a las 17 pistas. El modo de estreno del juego se llama "Grand Prix", que incluye cinco modos distintos de juego que incluyen: una temporada de campeonato completa con las 17 rondas de la temporada 2001 que incluye las sesiones de práctica y clasificación junto con la carrera en sí, una carrera única fin de semana, un campeonato personalizado donde el jugador elige cuántas rondas quiere competir, un desafío de compañeros de equipo donde el jugador debe derrotar a todos los compañeros de los 11 equipos, un modo de dominación donde el jugador debe ganar todas las rondas del campeonato sin conceder derrota.
Por primera vez se incluye en un videojuego de Fórmula 1 un modo de entrenamiento donde los jugadores pueden perfeccionar sus habilidades en la pista. Dicha capacitación incluye: practicar salidas de carrera, conducir el automóvil con cambios manuales, aprender a conducir en condiciones cambiantes como la lluvia, el manejo de varios tipos de curvas como una Chicane, cómo lidiar con varios tipos de daños sufridos por el automóvil. y practicar paradas en boxes para que el jugador descubra el tiempo que tarda en llegar al pit lane para cargar combustible y neumáticos nuevos antes de regresar al circuito. Este juego es único ya que cuantos más desafíos se completan, más modos de juego se desbloquean en el modo Gran Premio. Este formato es similar a las pruebas de licencia en Gran Turismo 3: A-Spec.
Otras características del juego son el Team Radio, que ayuda al jugador con comentarios del ingeniero de carrera del piloto, un modo de repetición, que permite a cualquiera retroceder y ver momentos clave dentro de un período de tiempo limitado, la inclusión de las reglas oficiales de la FIA y la capacidad de todos los autos de ser afinados como en juegos anteriores como F1 2000.

## Desarrollo
Los desarrolladores habían colaborado con expertos que trabajaron para BAR para ayudar a capturar la esencia de las carreras de Fórmula 1 de la vida real, quienes proporcionaron capturas de movimiento de la vida real y comentarios de miembros clave de los equipos de carreras que se convirtieron en parte del juego. El productor ejecutivo del juego, John Rostron, dijo que "querían ampliar los límites de los juegos de deportes de motor y revolucionar el género de las carreras por completo". El juego utiliza el mismo motor utilizado en F1 2000. Los desarrolladores realizaron modificaciones en el modelo físico de los coches para que reaccionaran mejor ante colisiones menores y cambios en la superficie de la pista. Para el modelado de pistas, los reflejos de los edificios situados alrededor de los circuitos se diseñaron para que fueran más realistas. El código de sombra fue reescrito, permitiendo un mayor contraste con las sombras de los objetos. Se agregó un nuevo sistema dinámico de sombras para mover la ubicación de una sombra que dependía de la posición del sol para los cambios climáticos. Un problema importante descubierto tras el lanzamiento fue que los gráficos de la versión para PC se distorsionarían si se utilizaran controladores de computadora más nuevos, lo que haría que el juego no se pudiera reproducir. EA Sports lanzó un parche para combatir el problema de los gráficos junto con correcciones de compatibilidad en las tarjetas de video. Se planeó una adaptación para Game Boy Color, pero se canceló antes del lanzamiento.

### Promoción
Entre el 16 y el 19 de julio de 2001, EA celebró un evento en el autódromo de Monza donde el piloto brasileño Ricardo Zonta compitió contra los productores del juego. El 25 de julio, otro evento llamado Camp EA 2001 celebrado en Redwood Shores presentó todos los juegos más recientes, incluido F1 2001, en exhibición. IGN vio una demostración del juego en el evento y elogió el juego por su calidad fluida y su estilo de juego divertido, que se debió a algunos de los desarrolladores que habían trabajado en Quake III Arena. Como señal de buena fe, BAR llevó el logotipo de EA Sports en sus coches en el Gran Premio de Estados Unidos de 2001. La versión de Xbox debutó en un evento previo a ECTS en septiembre de 2001.

## Escuderías y pilotos
| Escudería   | N.º | Pilotos               |
| ----------- | --- | --------------------- |
| Ferrari     | 1   | Michael Schumacher    |
| Ferrari     | 2   | Rubens Barrichello    |
| McLaren     | 3   | Mika Häkkinen         |
| McLaren     | 4   | David Coulthard       |
| Williams F1 | 5   | Ralf Schumacher       |
| Williams F1 | 6   | Juan Pablo Montoya    |
| Benetton    | 7   | Giancarlo Fisichella  |
| Benetton    | 8   | Jenson Button         |
| BAR         | 9   | Olivier Panis         |
| BAR         | 10  | Jacques Villeneuve    |
| Jordan      | 11  | Jarno Trulli          |
| Jordan      | 12  | Jean Alesi            |
| Arrows      | 14  | Jos Verstappen        |
| Arrows      | 15  | Enrique Bernoldi      |
| Sauber      | 16  | Nick Heidfeld         |
| Sauber      | 17  | Kimi Räikkönen        |
| Jaguar      | 18  | Eddie Irvine          |
| Jaguar      | 19  | Pedro de la Rosa      |
| Minardi     | 20  | Tarso Marques         |
| Minardi     | 21  | Fernando Alonso       |
| Prost       | 22  | Heinz-Harald Frentzen |
| Prost       | 23  | Luciano Burti         |

## Circuitos
| N.º | Carrera                       | Circuito             |
| --- | ----------------------------- | -------------------- |
| 1   | Gran Premio de Australia      | Albert Park          |
| 2   | Gran Premio de Malasia        | Sepang               |
| 3   | Gran Premio de Brasil         | Interlagos           |
| 4   | Gran Premio de San Marino     | Enzo e Dino Ferrari  |
| 5   | Gran Premio de España         | Circuit de Catalunya |
| 6   | Gran Premio de Austria        | A1-Ring              |
| 7   | Gran Premio de Mónaco         | Mónaco               |
| 8   | Gran Premio de Canadá         | Gilles Villeneuve    |
| 9   | Gran Premio de Europa         | Nürburgring          |
| 10  | Gran Premio de Francia        | Magny-Cours          |
| 11  | Gran Premio de Gran Bretaña   | Silverstone          |
| 12  | Gran Premio de Alemania       | Hockenheim           |
| 13  | Gran Premio de Hungría        | Hungaroring          |
| 14  | Gran Premio de Bélgica        | Spa-Francorchamps    |
| 15  | Gran Premio de Italia         | Monza                |
| 16  | Gran Premio de Estados Unidos | Indianápolis         |
| 17  | Gran Premio de Japón          | Suzuka               |

## Banda sonora
Las canciones del juego corren por parte del músico inglés Chicane, las cuales pueden oírse en las pantallas del menú principal.
- Chicane - "Nagasaki Badger (Chicane Remix)"
- Chicane - "The Drive Home"
- Chicane - "Sunstroke"

## Recepción
El juego recibió críticas "favorables" en todas las plataformas según el sitio web de agregación de reseñas Metacritic. En Japón, donde la versión de PlayStation 2 se lanzó el 20 de septiembre de 2001, la revista Famitsū le dio una puntuación de 28 sobre 40.
Peer Schneieder de IGN calificó la versión de Xbox como "una experiencia de carreras de Fórmula Uno apenas mejorada pero aún agradable". Ralph Edwards señaló en la revisión de PS2 que los juegos de Fórmula 1 eran "difíciles de vender en los Estados Unidos", pero elogió el compromiso de Electronic Arts de atraer a los entusiastas de la Fórmula 1. 
GameSpot nominó el juego como uno de sus nominados a Juego de conducción del año 2001. El piloto francés Olivier Panis probó el juego en el Gran Premio de Japón de 2001 y comentó que el juego se acercaba a las carreras de Fórmula 1 de la vida real.
En mayo de 2012, el juego, junto con el resto de la serie EA F1, fue calificado como la cuarta mejor serie de juegos de Fórmula 1 por los lectores del sitio web RaceFans, ganando el 8% de los votos.